# Blepephaeus banksi
Blepephaeus banksi là một loài bọ cánh cứng trong họ Cerambycidae.